# Slavošovce
Slavošovce – wieś (obec) na Słowacji położona w kraju koszyckim, w powiecie Rożniawa. Pierwsze wzmianki o miejscowości pochodzą z roku 1318. 
Według danych z dnia 31 grudnia 2012, wieś zamieszkiwało 1937 osób, w tym 992 kobiety i 945 mężczyzn.
W 2001 roku rozkład populacji względem narodowości i przynależności etnicznej wyglądał następująco:
- Słowacy – 89,4%
- Czesi – 0,54%
- Niemcy – 0,16%
- Polacy – 0,05%
- Romowie – 7,99%
- Rusini – 0,05%
- Węgrzy – 1,36%

Ze względu na wyznawaną religię struktura mieszkańców kształtowała się w 2001 roku następująco:
- Katolicy rzymscy – 11,52%
- Grekokatolicy – 0,76%
- Ewangelicy – 41,52%
- Prawosławni – 0,11%
- Husyci – 0,05%
- Ateiści – 42,23%
- Nie podano – 2,83%